# Dirk Nachtergaele
Dirk Nachtergaele (14 juli 1951) is een Belgische verzorger die actief is bij wielerploeg Quick·Step en de Belgische nationale ploeg.

## Levensloop
In 1979 debuteerde hij als verzorger van het Nederlands DAF Trucks Team. Nachtergaele heeft samengewerkt met renners als Jan Raas, Gerrie Knetemann, Dietrich Thurau, Phil Anderson, Eric Vanderaerden, Eddy en Walter Planckaert, Mario Cipollini, Baldini, Robert Millar, Stephen Roche, Henk Lubberding, Johan Museeuw, Joop Zoetemelk, Fabio Baldato en Tom Boonen. Eind 2011 ging hij met pensioen. Nu brengt hij geregeld samen met Rik Vanwalleghem de voorstelling 'Straffe wielerverhalen'. Hierin vertelt hij over zijn vele ervaringen in het wielerpeloton.
Tevens is hij nu masseur voor de Rode Duivels, de Belgische nationale voetbalploeg.

## Boeken
Nachtergaele heeft ook vijf boeken geschreven:
| Jaar | titel                                               |
| ---- | --------------------------------------------------- |
| 1998 | Beter fietsen (Deel 1)                              |
| 1998 | Uit het hart van het peloton (Beter fietsen deel 2) |
| 2004 | Leeuw Museeuw - ook dit is Johan Museeuw            |
| 2006 | In de handen van Dirk Nachtergaele                  |
| 2007 | Dirks Columns                                       |

- International Standard Name Identifier: 0000 0003 9396 1558
- Nederlandse Thesaurus van Auteursnamen: 177057017
- Virtual International Authority File: 288383675
- WorldCat: E39PBJhhw7pCD7K79H4JdPQwmd